# Deep Winter
Deep Winter è un film d'azione del 2008 diretto da Mikey Hilb. Il film è stato presentato all'American Film Market il 3 novembre 2007 e la sua immissione nel circuito cinematografico è stata programmata al 2008.

## Trama
Un gruppo di snowboarder professionisti decide di andare a sciare su di un picco pericoloso dell'Alaska, missione mai affrontata da nessuno.